# Flore (mythologie)
Pour les articles homonymes, voir Flore (homonymie) et Flora.
Flore, en français, ou Flora en latin, est une divinité agraire d'Italie et de Rome, dont le rôle principal consiste à protéger la floraison des céréales et des arbres fruitiers. Son équivalent grec est la nymphe Chloris (et non pas Ἄνθουσα / Ánthousa", qui eût été une traduction littérale, cf. section "Postérité" ci-après).

## Histoire

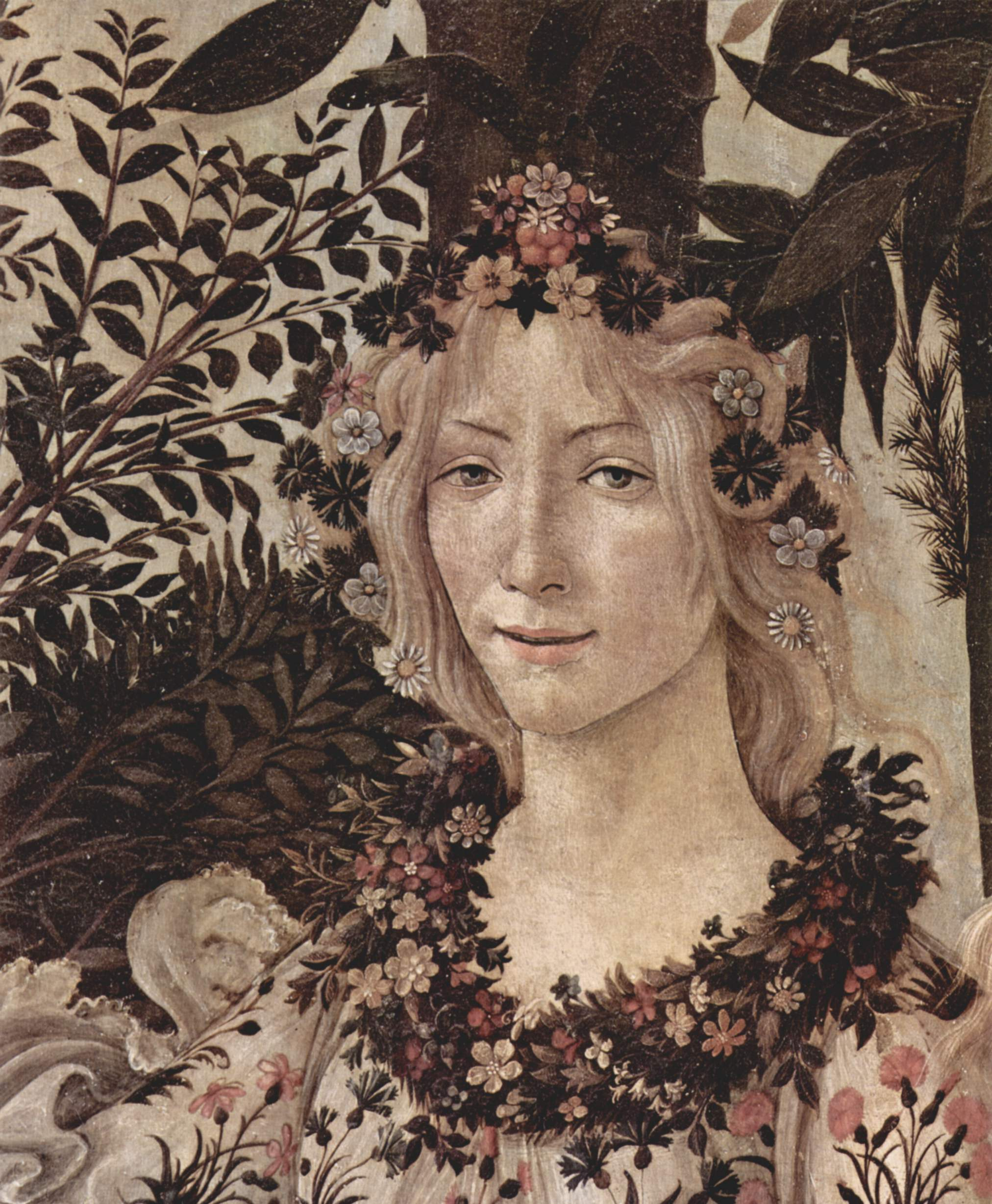
Sandro Botticelli, Le Printemps (entre 1478 et 1482), Florence, galerie des Offices. Détail de la figure de Flore.

Son importance apparaît du fait qu'à Rome un flamine particulier (Flamen Floralis) lui était consacré et que son sanctuaire — jadis un sacellum — se dressait sur le vieux Quirinal, près du temple de Quirinus. Selon la tradition, elle aurait été introduite à Rome par Titus Tatius, le roi sabin associé à Romulus, en même temps que Quirinus.
Rome lui dédiait cinq jours de fêtes, les Floralies. Le Sénat les rendit annuelles en -114 à la suite de quelques années de disette, attribuées naturellement à la colère de la nymphe. Chaque année en avril, elle était célébrée dans les fêtes agraires destinées à favoriser les récoltes. Sans sa faveur en effet, ni croissance des céréales, ni des arbres fruitiers. Par la suite, elle fut dédiée aux fleurs auxquelles elle donna son vieux nom sabin (et non pas l'inverse).
Son culte se retrouve en pays sabin comme en pays samnite, où elle est associée à Cérès. Considérée comme divinité de la fertilité, et plus particulièrement des fleurs sauvages. C'est par ce biais qu'elle est assimilée à la dignité de la fertilité, « fertilité » pris dans son sens large : c'est par la floraison des plantes sauvages que les abeilles réalisent leur œuvre et donnent naissance à la nature verdoyante au printemps.
La déesse Flore joue ainsi dans le monde végétal le même rôle essentiel que Vénus dans le monde des êtres animés, hommes et animaux. Elle était souvent associée à Pomone.
Une légende fait d'elle une courtisane bienfaitrice du peuple romain. Ainsi, le polémiste chrétien Lactance fait de Flora une humaine courtisane, qui , à condition que soient célébrées chaque année à Rome, en son nom, des fêtes. Elle fut donc divinisée, mais par pudeur on la fit déesse des fleurs et non courtisane. Cependant, durant ces fêtes, les prostituées étaient à l'honneur. Cette tradition probablement tardive n'est pas sans évoquer, selon Georges Dumézil, les rapports anciens qui lient fécondité et plaisir. Elle a parfois été assimilée à Acca Larentia, qui était elle aussi présentée comme une riche courtisane dont le peuple romain avait été le légataire universel.

## Postérité
Selon Jean le Lydien (IV, 50-51), Flora était un nom sacré de Rome. Constantin donna d'ailleurs à la nouvelle Rome, Constantinople, le nom d' Ἄνθουσα / Ánthousa", transposition grecque de Flora.
Dans la Ballade des dames du temps jadis, le poète médiéval François Villon la cite, en tant que courtisane, pour sa beauté.

## Flore dans les arts

### En peinture
Giambattista Tiepolo la représente avec Zéphyr, dans un tableau aujourd'hui conservé à la Ca' Rezzonico de Venise (vignette ci-après), et en 1743 dans L'Empire de Flore, conservé au musée des Beaux-Arts de San Francisco.
Dans la même veine stylistique, le musée Carnavalet à Paris, dans la partie centrale (plafond en coupole de la salle 1.40, XVIIIe siècle) de sa galerie Choiseul surplombant ses cours/jardins des Drapiers et de la Victoire, conserve une huile sur toile marouflée provenant de son ancien fonds (P787), Le Triomphe de Flore, datable vers 1770, attribuée à Louis-Jean-François Lagrenée, dit l'Aîné. Ce thème du "Triomphe de Flore" accueillie par un putto ailé dans les airs, généralement associé au printemps, s'inscrit bien dans la décoration d'ensemble de fleurs et de fruits d'une maison de plaisance (ou folie) du siècle des Lumières [depuis détruite dans le quartier de l'église de la Trinité, en l'espèce ...].
Jan Matsys réalise le tableau Flore en 1559.

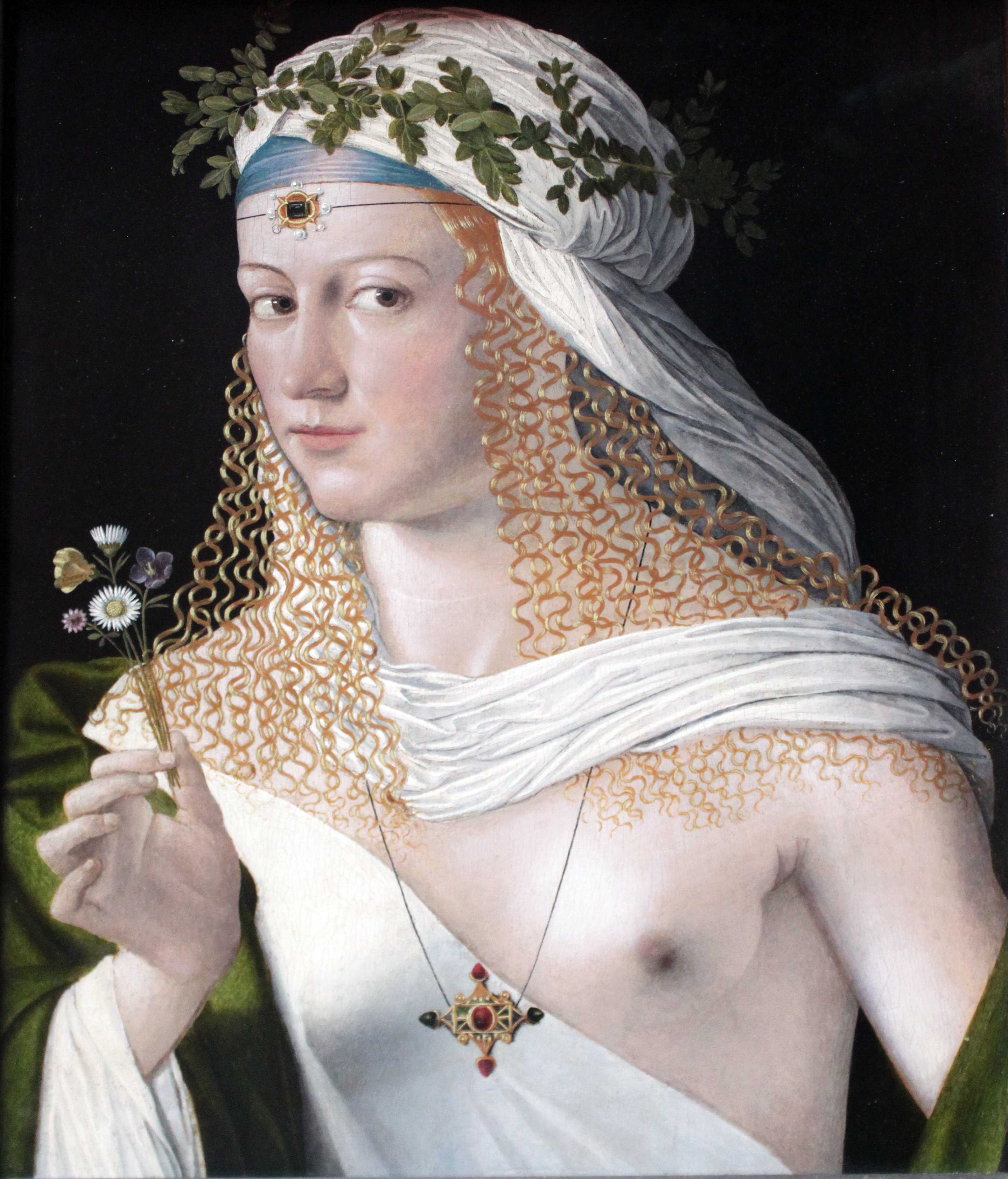
Bartolomeo Veneto, Portrait idéalisé d'une courtisane en Flore (vers 1520), Francfort-sur-le-Main, musée Städel.
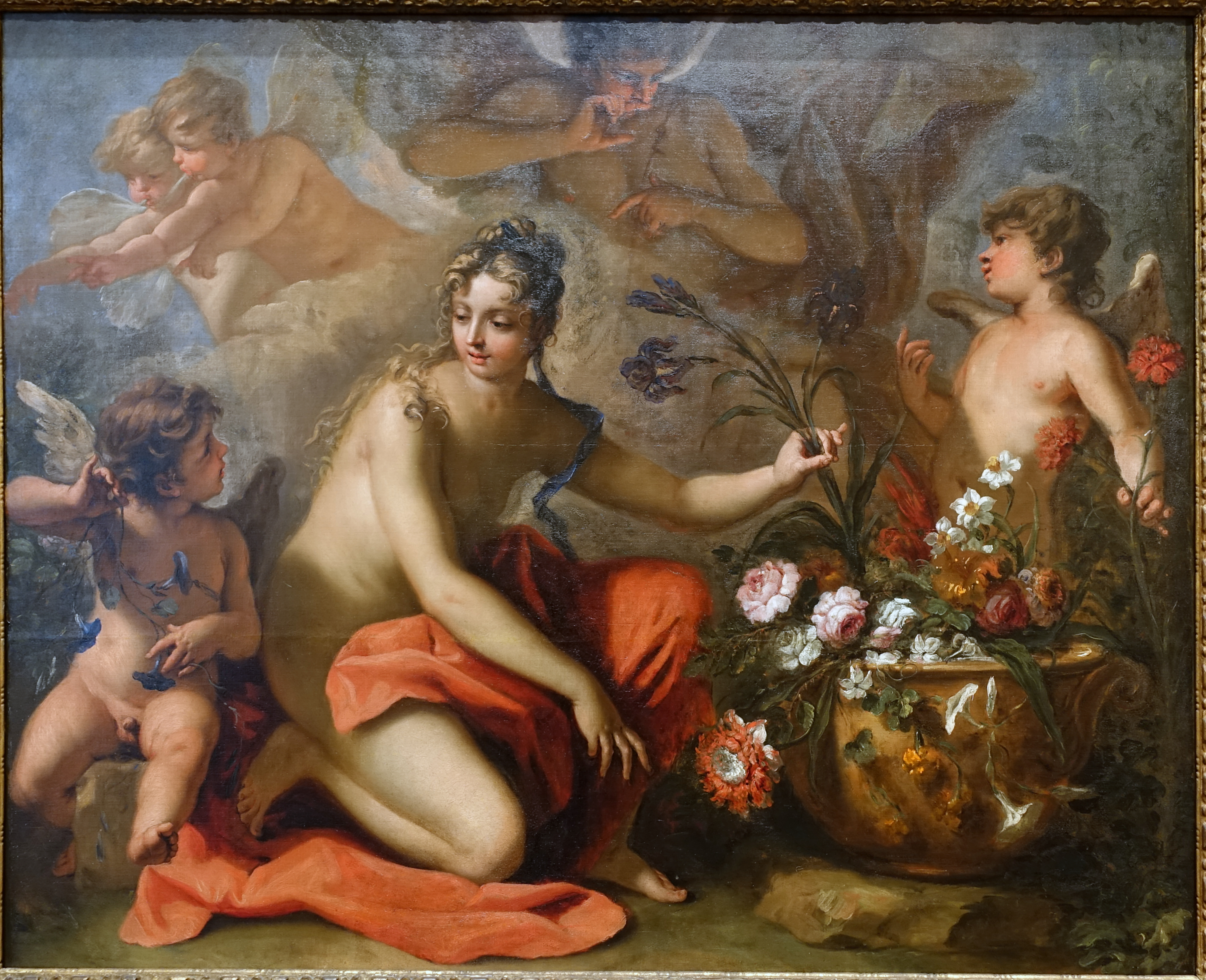
Sebastiano Ricci, Flore (1712-1716), Austin, Blanton Museum of Art[9].
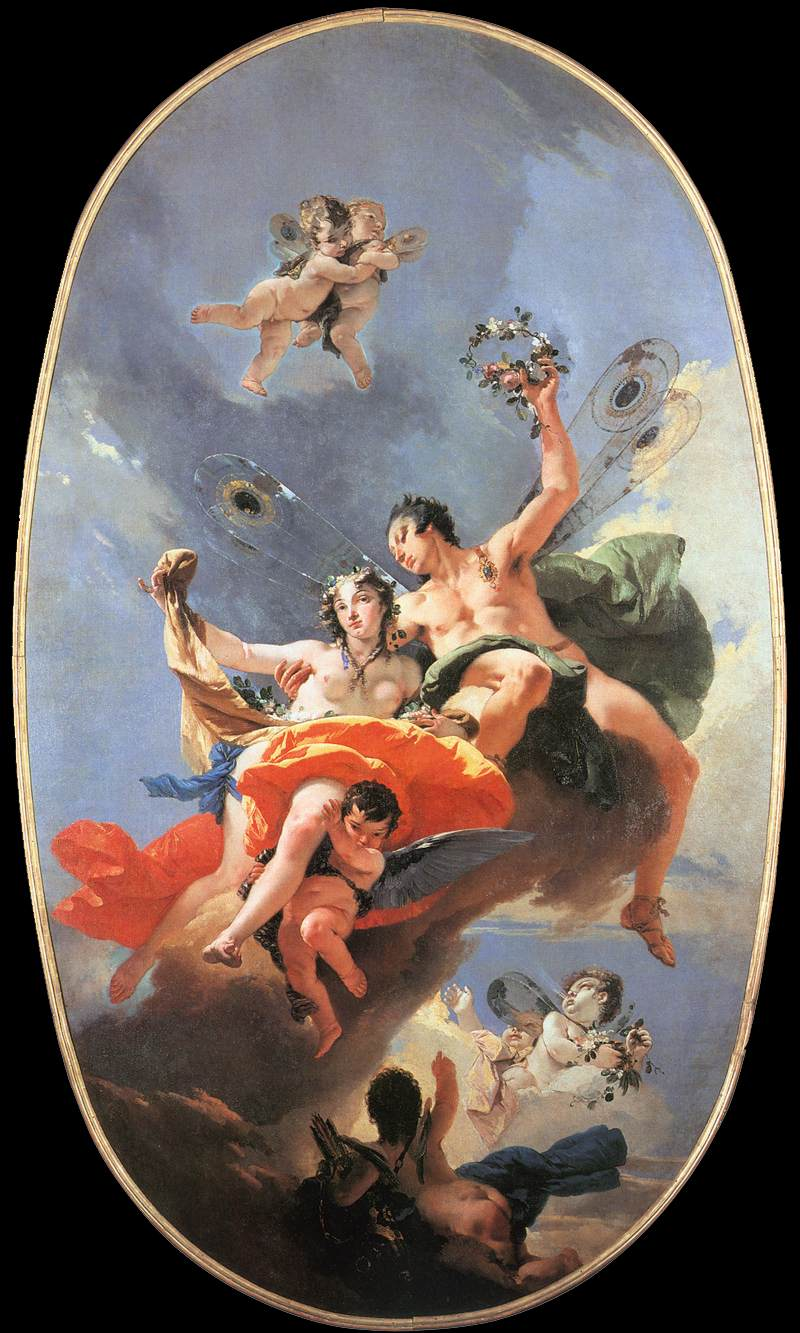
Giambattista Tiepolo, Zéphyr et Flore (1730-1735), Venise, Ca' Rezzonico.
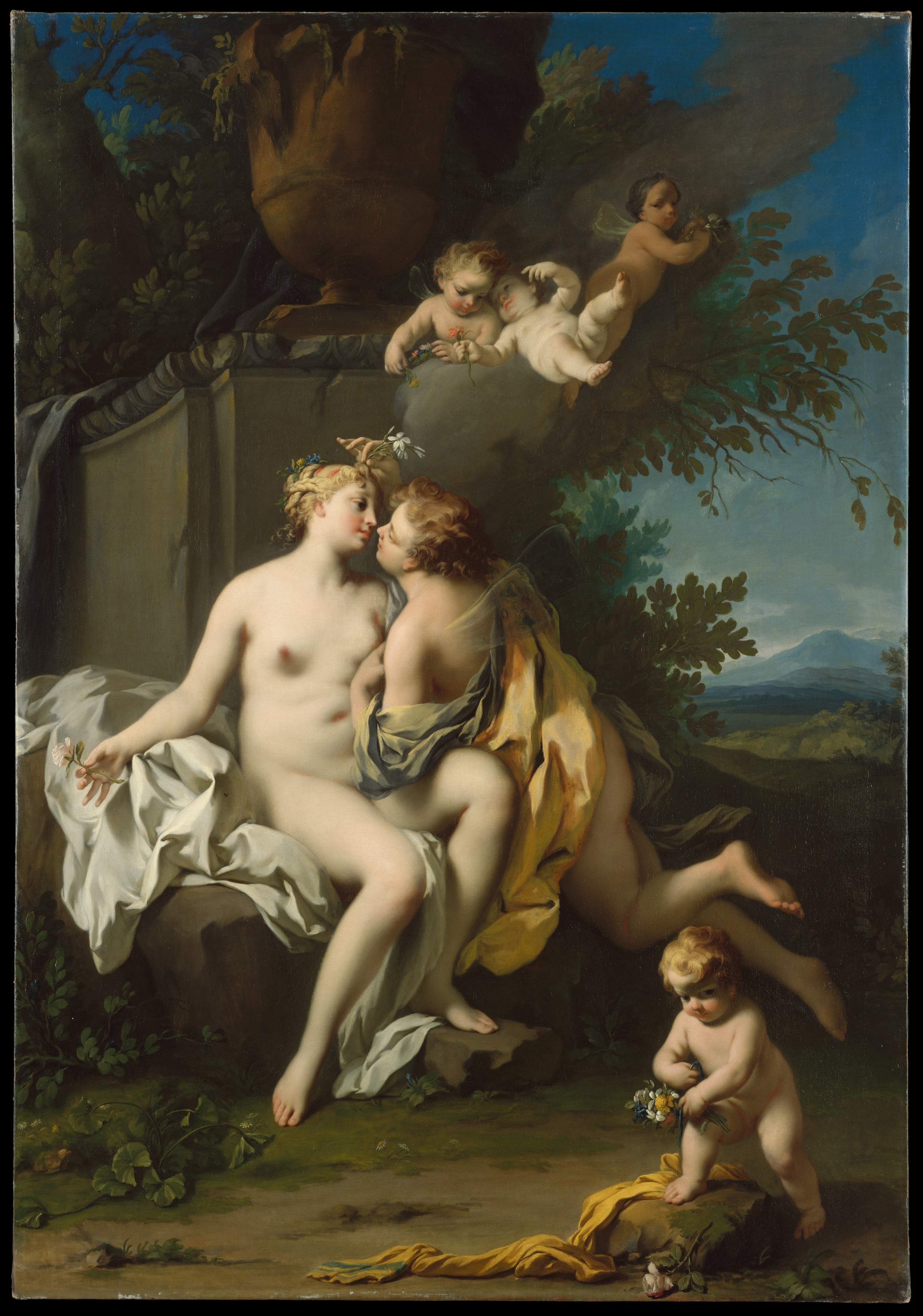
Jacopo Amigoni, Flore et Zéphyr (années 1730), New York, Metropolitan Museum of Art.
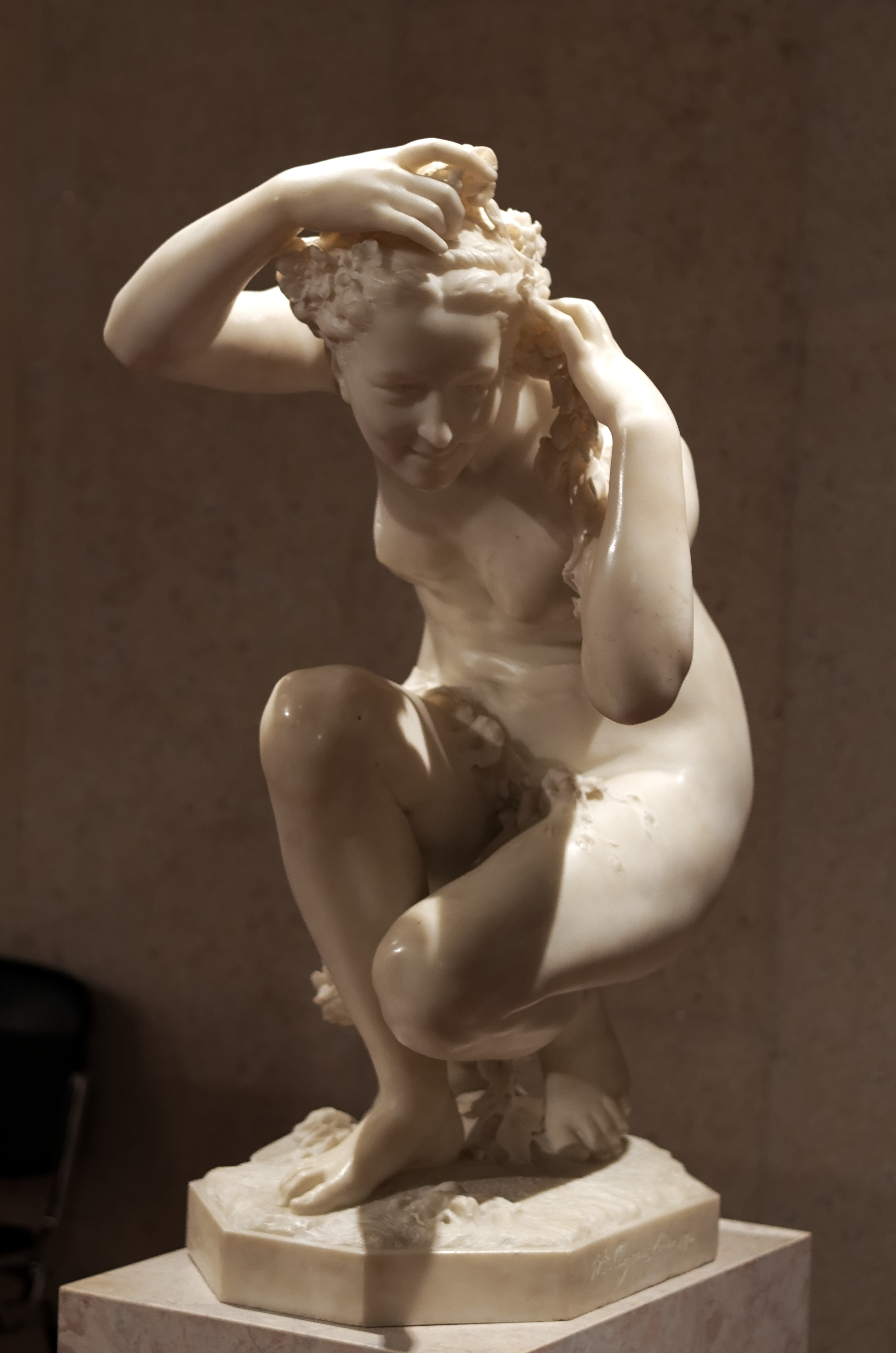
Jean-Baptiste Carpeaux, Flore (1873), Lisbonne, musée Calouste-Gulbenkian.
Evelyn De Morgan, Flore (1894), Barnsley, Cannon Hall.
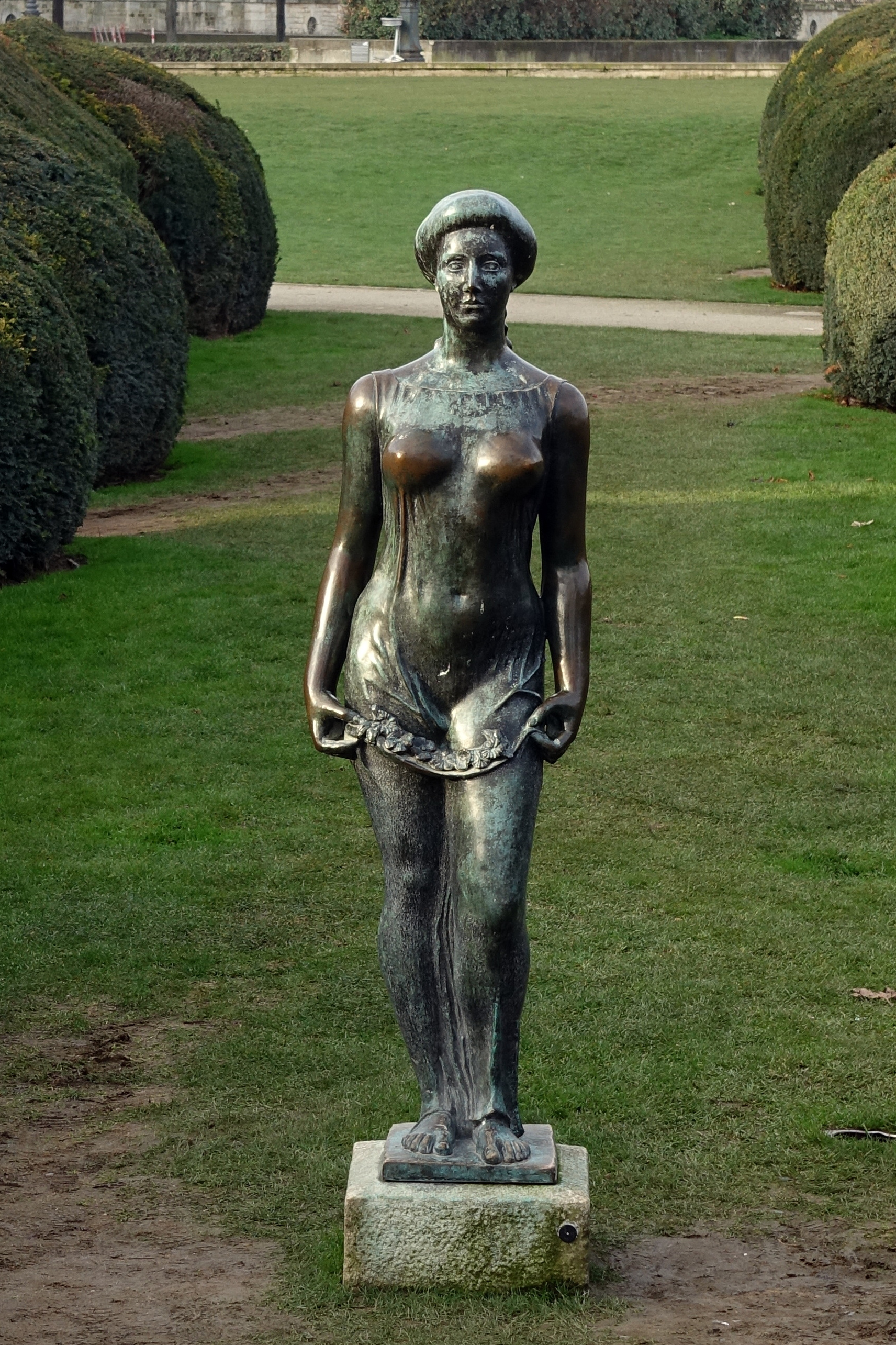
Aristide Maillol, Flore (1910), Paris, jardin du Carrousel.

### En danse

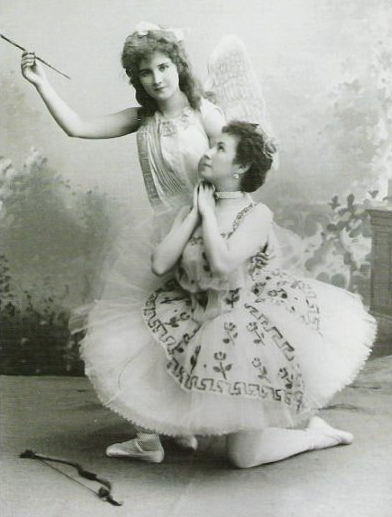
Mathilde Kschessinskaya (Flore à genoux) et Vera Trefilova (Cupidon) dans Le Réveil de Flore de Petipa et Ivanov, 1894.

Flore a été l'inspiratrice de nombreux chorégraphes :
- Pierre Beauchamp : Le ballet royal de Flore, 1661 ;
- Gasparo Angiolini : Flore et Zéphire, 1759 ;
- Franz Hilverding : La victoire de Flore sur Borée, 1760 ;
- Giuseppe Fabiani : Zefire e Flora, 1765 ;
- Jean-Georges Noverre : Flore, ca 1768 ;
- Charles-Louis Didelot : Flore et Zéphire, 1796 ;
- Pierre Gardel : Le retour de Zéphire, 1802 ;
- Louis Duport : L'Hymen de Zéphire ou le Volage fixé, 1806 et Zephyr oder der wiederkehrende Früling, 1812 ;
- Jean-Pierre Aumer : Zéphire et Flore, 1814 ;
- Jean Coralli : Les Noces de Zéphire et Flore, 1816 ;
- André-Jean-Jacques Deshayes : Zéphire berger, 1835 ;
- Carlo Blasis : Flore et Zéphire, 1847 ;
- Marius Petipa et Lev Ivanov : Le Réveil de Flore, 1894 ;
- Léonide Massine : Zéphyr et Flore, 1925 ;
- Ruth Page : Zéphire et Flore, 1939[10].

## Hommages
Le 20e arrondissement de Paris a nommé officiellement la place de Flore en son honneur, et l'astéroïde (8) Flore est nommé en son honneur.